# David Prowse
David Charles Prowse (Bristol, 1 juli 1935 – Londen, 28 november 2020) was een Brits acteur, bodybuilder en gewichtheffer. Prowse werd bekend als de man in het Darth Vader-pak in de Star Wars-saga. Hij deed dit samen met zwaardvechter Bob Anderson, die de meeste stunts voor zijn rekening nam.

## Biografie
Prowse groeide op in het Britse Bristol, waar hij les volgde aan de Bristol Grammar School. In zijn tienerjaren had Prowse reeds een lengte van bijna 2 meter, die van pas kwam bij een aantal van de jobs die Prowse beoefende, waaronder buitenwipper in de discotheek en lid van een reddingsbrigade. Hij raakte geïnteresseerd in het bodybuilding en maakte faam in 1961 in de "British heavyweight weightlifting championship". In 1963 vertrekt hij naar Londen om voor de "London weightlifting company" te gaan werken.
In maart 2009, op 73-jarige leeftijd, werd teelbalkanker bij de acteur vastgesteld. In januari 2010 werd de acteur genezen verklaard. Hij overleed, 85 jaar oud, op 28 november 2020.

## Filmografie
| Jaar | Film                                          | Rol                       | Opmerking |
| ---- | --------------------------------------------- | ------------------------- | --------- |
| 1967 | Casino Royale                                 | Frankenstein's monster    |           |
| 1967 | Col cuore in gola                             | Jelly-Roll's Partner      |           |
| 1968 | Hammerhead                                    | George                    |           |
| 1969 | Crossplot                                     | Genodigde op het huwelijk |           |
| 1970 | The Horror of Frankenstein                    | Het monster               |           |
| 1971 | A Clockwork Orange                            | Julian                    |           |
| 1971 | Carry on Henry                                | Bebaarde martelaar        |           |
| 1971 | Up the Chastity Belt                          | Sir Grumbel               |           |
| 1972 | Vampire Circus                                | Sterke man                |           |
| 1973 | Black snake                                   | Jonathan Walker           |           |
| 1973 | White Cargo                                   | Harry                     |           |
| 1974 | Frankenstein and the Monster from Hell        | Het monster               |           |
| 1974 | Callan                                        | Arthur                    |           |
| 1977 | Star Wars: Episode IV: A New Hope             | Darth Vader               |           |
| 1977 | Jabberwocky                                   | Red Herring               |           |
| 1977 | The People That Time Forgot                   | Beul                      |           |
| 1980 | Star Wars: Episode V: The Empire Strikes Back | Darth Vader               |           |
| 1983 | Star Wars: Episode VI: Return of the Jedi     | Darth Vader               |           |
| 2004 | Saving Star Wars                              | Zichzelf                  |           |
| 2006 | Perfect Woman                                 |                           |           |
| 2010 | The Kindness of Strangers                     | Frank Bryan               |           |

## Televisie (selectie)
| Jaar | Serie                   | Rol             | Opmerking                                    |
| ---- | ----------------------- | --------------- | -------------------------------------------- |
| 1968 | The Beverly Hillbillies | Emlyn MacGregor | Gastrol in Coming Through the Rye            |
| 1986 | Softly, Softly          | Johnny          | Gastrol in For a Rainy Day                   |
| 1969 | The Saint               | Tony            | Gastrol in Portrait of Brenda                |
| 1969 | Department S            | Adolfo          | Gastrol in The Treasure of the Costa Del Sol |
| 1970 | Ace of Wands            | Kal             |                                              |
| 1972 | Doctor Who              | Minotaurus      | Gastrol in 2 afleveringen                    |
| 1973 | The Tomorrow People     | Android         |                                              |
| 1974 | Doctor at Sea           | Nobby           | Gastrol in Sir John and Baby Doc             |
| 1975 | Churchill's People      | Hnaudifida      | Gastrol in The Lost Island                   |
| 1978 | A Horseman Riding By    | Jem Pollock     | Gastrol in 2 afleveringen                    |
| 1981 | The Rose Medallion      | Stanley         | Gastrol in 3 afleveringen                    |
| 1989 | Crossbow                | Cassius         | Gastrol in The Lost City                     |